# Hans Hartl (Innenarchitekt)
Johann „Hans“ Hartl (* August 1899 in München; † 1980 in Darmstadt) war ein deutscher Innenarchitekt.

## Leben
Nach einer Schreinerlehre studierte Hartl von 1917 bis 1920 Innenarchitektur bei Richard Berndl an der Staatsschule für angewandte Kunst  in München. Er musste sein Studium für einige Monate Wehrdienst unterbrechen. Als Möbeltechniker war Hartl von 1920 bis 1924 bei den Deutschen Werkstätten in München angestellt. Hier wurde er durch die Ausarbeitung von Entwurfsskizzen namhafter Architekten dieser Zeit geprägt. Für die Werkstätten arbeiteten zu dieser Zeit unter anderem Karl Bertsch, Bruno Paul, Richard Riemerschmid, Adelbert Niemeyer, Wolfgang von Wersin und Else Wenz-Viëtor. Während einer kurzen Anstellung als Innenarchitekt bei Fritz August Breuhaus in Köln und Düsseldorf arbeitete Hartl mit an Häusern für Fritz Andreae in Feldafing am Starnberger See, für Wilhelm Schürmann in Essen-Bredeney und Alexander Koch in Darmstadt. Im Jahr 1926 ging Hartl als Chefarchitekt zum Einrichtungshaus Gebrüder Schürmann, die in Essen, Köln, Dortmund und Bielefeld ihren Sitz hatten. 1932 wurde er als Dozent für Raumkunst an die Kunstgewerbeschule in Wiesbaden berufen.
1934 begann seine ständige freie Mitarbeit für die Deutschen Werkstätten Hellerau, nachdem er Preisträger eines Wettbewerbes der Werkstätten geworden war. Er übernahm im Jahr darauf außerdem die Verkaufsstelle der Werkstätten in Frankfurt am Main als geschäftsführender Direktor. Ab 1939 wurde Hartl erneut zum Wehrdienst eingezogen, der 1942 bis 1943 durch eine Lehrvertretung an der Kunstakademie Dresden unterbrochen wurde.
Nach dem Krieg lebte Hartl als freischaffender Architekt in Dresden und wurde in dieser Zeit zum außerordentlichen Professor an die Architekturabteilung der Technischen Hochschule (heute TU Dresden) berufen. Ab 1951 lebte Hartl in Darmstadt, wo er als Direktor und Fachklassenleiter und später, 1958, als Leiter der Abteilung Innenarchitektur an der Werkkunstschule lehrte.

## Ausstellungen
- 1928 Deutsche Kunst Düsseldorf
- 1829 Die neue Wohnung, Essen
- 1931 Internationale Raumkunst Köln
- 1932 Arbeiten von Hans Hartl, Wiesbaden
- 1947 Deutsche Kunstausstellung Dresden